# Kalombo (cràter)
Kalombo és un cràter d'impacte en el planeta Venus de 9,6 km de diàmetre. Porta el nom d'un antropònim bantu, i el seu nom va ser aprovat per la Unió Astronòmica Internacional el 1997.